# Careya herbacea
Careya herbacea là một loài thực vật có hoa trong họ Lecythidaceae. Loài này được Roxb. mô tả khoa học đầu tiên năm 1819.